# Seri Bandung
Seri Bandung is een bestuurslaag in het regentschap Ogan Ilir van de provincie Zuid-Sumatra, Indonesië. Seri Bandung telt 3973 inwoners (volkstelling 2010).